# Liste de ponts des Côtes-d'Armor

## Ponts de longueur supérieure à 100 m
Les ouvrages de longueur totale supérieure à 100 m du département des Côtes-d'Armor sont classés ci-après par gestionnaires de voies.

### Routes
| Image | Nom                        | Longueur | Lieu                                            | Route | Date        | Note                              |
| ----- | -------------------------- | -------- | ----------------------------------------------- | ----- | ----------- | --------------------------------- |
|       | Viaduc du Gouët            | 524 m    | Saint-Brieuc - Plérin                           | N 12  | 1983        | Viaduc du Gouët sur Structurae.   |
|       | Viaduc du Gouédic          | 300 m    | Saint-Brieuc                                    | N 12  | 1983        | Viaduc du Gouédic sur Structurae. |
|       | Pont de la vallée du Légué | 143 m    | Belle-Isle-en-Terre - Plounévez-Moëdec          | N 12  | 1975        | Doublé en 1984.                   |
|       | Viaduc sur le Daoulas      | ~105 m   | Saint-Gelven - Laniscat                         | N 164 | XXIe siècle |                                   |
|       | Pont sur l'Arguenon        | 257 m    | Jugon-les-Lacs                                  | N 176 | 1981        | Doublé dans les années 1990.      |
|       | Pont Chateaubriand         | 424 m    | Plouër-sur-Rance (22) - La Ville-ès-Nonais (35) | N 176 | 1991        |                                   |

| Image | Nom                                 | Longueur | Lieu                                            | Route | Date | État                                           |
| ----- | ----------------------------------- | -------- | ----------------------------------------------- | ----- | ---- | ---------------------------------------------- |
|       | Pont Canada (1er)                   | 139 m    | Tréguier - Trédarzec                            |       | 1834 | Démoli en 1886 « IGPC », notice no IA00004639. |
|       | Pont Canada (2e)                    | 139 m    | Tréguier - Trédarzec                            |       | 1886 | Démoli en 1954.                                |
|       | Pont Canada (3e)                    | 153 m    | Tréguier - Trédarzec                            | D 786 | 1954 |                                                |
|       | Pont de Lézardrieux (1er)           | 152,20 m | Lézardrieux - Paimpol                           |       | 1840 | Remanié en 1925.                               |
|       | Pont de Lézardrieux (2d)            | 164,60 m | Lézardrieux - Paimpol                           | D 786 | 1925 | Pont mixte (CdN) jusqu'en 1950.                |
|       | Pont René-Pléven                    | ~170 m   | Créhen - Notre-Dame-du-Guildo                   | D 786 | 1974 |                                                |
|       | Pont du Guildo                      | 142 m    | Créhen - Notre-Dame-du-Guildo                   |       | 1864 | Remanié en 1904.                               |
|       | Pont sur le Frémur                  | ~300 m   | Lancieux (22) - Saint-Briac-sur-Mer (35)        | D 786 | 1980 |                                                |
|       | Viaduc de Dinan                     | 250 m    | Dinan - Lanvallay                               | D 795 | 1852 |                                                |
|       | Pont Saint-Hubert (1er)             | 286 m    | Plouër-sur-Rance (22) - La Ville-ès-Nonais (35) |       | 1928 | Détruit en 1944.                               |
|       | Pont Saint-Hubert (2e)              | 286 m    | Plouër-sur-Rance (22) - La Ville-ès-Nonais (35) | D 366 | 1959 |                                                |
|       | Pont de l'écluse du Châtelier (1er) | ~125 m   | Saint-Samson-sur-Rance - La Vicomté-sur-Rance   |       | 1896 | Détruit en 1944.                               |
|       | Pont de l'écluse du Châtelier (2d)  | ~125 m   | Saint-Samson-sur-Rance - La Vicomté-sur-Rance   | D 57  | 1948 |                                                |
|       | Pont de Toul an Hery                | 132 m    | Plestin-les-Grèves (22) - Locquirec (29)        | D 142 | 1934 |                                                |
|       | Pont Noir                           | 153 m    | La Méaugon - Saint-Donan - Ploufragan           | D 45  |      |                                                |

| Image | Nom              | Longueur | Lieu         | Route          | Date | Notes                                                                        |
| ----- | ---------------- | -------- | ------------ | -------------- | ---- | ---------------------------------------------------------------------------- |
|       | Pont d'Armor     | 164 m    | Saint-Brieuc | Avenue d'Armor | 1962 |                                                                              |
|       | Viaduc de Toupin | 179 m    | Saint-Brieuc | Rue de Genève  | 1905 | Inscrit MH Notice no PA22000046 · Ancien pont ferroviaire. Restauré en 2013. |

### Chemin de fer
| Image | Nom                            | Longueur | Lieu                                          | Ligne                      | Date        | Note                            |
| ----- | ------------------------------ | -------- | --------------------------------------------- | -------------------------- | ----------- | ------------------------------- |
|       | Viaduc de La Méaugon           | 228 m    | Ploufragan - La Méaugon                       | Paris-Montparnasse - Brest | 1860        |                                 |
|       | Viaduc ferroviaire du Gouédic  | 126 m    | Saint-Brieuc                                  | Paris-Montparnasse - Brest | 1860        |                                 |
|       | Viaduc de Lessard              | 200 m    | Saint-Samson-sur-Rance - La Vicomté-sur-Rance | Lison - Lamballe           | 1879 - 1950 | « IGPC », notice no IA22132212. |
|       | Viaduc de la Fontaine des Eaux | 159 m    | Dinan - Taden                                 | Lison - Lamballe           | 1879        |                                 |
|       | Pont de Frynaudour             | 152 m    | Quemper-Guézennec - Plourivo                  | Guingamp - Paimpol (ex-RB) | 1893        |                                 |
|       | Viaduc de Pontrieux            | ~138 m   | Pontrieux                                     | Guingamp - Paimpol (ex-RB) | 1893        |                                 |

| Image | Nom                             | Longueur | Lieu                                     | Ligne                                         | Date | État                                                                                     |
| ----- | ------------------------------- | -------- | ---------------------------------------- | --------------------------------------------- | ---- | ---------------------------------------------------------------------------------------- |
|       | Pont sur le Jaudy               | 119 m    | Minihy-Tréguier - La Roche-Derrien       | Plouëc - Tréguier                             | 1904 | Démoli en 1950.                                                                          |
|       | Viaduc de Toupin                | 179 m    | Saint-Brieuc                             | Saint-Brieuc - Moncontour                     | 1904 | Inscrit MH Notice no PA22000046 · Actuellement pont routier.                             |
|       | Viaduc de Douvenant             | 130 m    | Langueux                                 | Saint-Brieuc - Moncontour                     | 1905 | Actuellement pont piétonnier.                                                            |
|       | Viaduc de Souzain               | 267,50 m | Saint-Brieuc - Plérin                    | Saint-Brieuc - Plouha Saint-Brieuc - Le Phare | 1904 | Notice no PA00125341 Démoli en 1995.                                                     |
|       | Viaduc du Parfond du Gouët      | 124 m    | Pordic                                   | Saint-Brieuc - Plouha                         | 1904 |                                                                                          |
|       | Viaduc de Blanchardeau          | 149 m    | Lanvollon - Tressignaux Goudelin         | Plouha - Guingamp                             | 1902 |                                                                                          |
|       | Pont noir (ferroviaire)         | ~195 m   | Tréguier - Plouguiel                     | Tréguier - Perros                             | 1904 | Démoli en 1952.                                                                          |
|       | Pont du Guildo                  | 142 m    | Créhen - Notre-Dame-du-Guildo            | Plancoët - Saint-Cast                         | 1904 | Pont mixte. Démoli en 1974.                                                              |
|       | Passerelle de Quintin           | 288 m    | Quintin                                  | Quintin - Rostrenen                           | 1906 | Démolie.                                                                                 |
|       | Viaduc de Bréhec                | 203,25 m | Plouha - Plouézec                        | Plouha - Paimpol                              | 1918 | « IGPC », notice no IA22001063 Démoli en 1972.                                           |
|       | 1re passerelle de Bréhec        | 131,10 m | Plouézec                                 | Plouha - Paimpol                              | 1918 | Démolie en 1968.                                                                         |
|       | Passerelle de Kermanac'h        | 315,40 m | Plouézec                                 | Plouha - Paimpol                              | 1918 | Démolie en 1980.                                                                         |
|       | Viaduc de Cadolan               | 203 m    | Guingamp                                 | Guingamp - Saint-Nicolas                      | 1924 | Démoli en 1978.                                                                          |
|       | Viaduc de Kerlosquer            | 133 m    | Ploumagoar - Coadout - Saint-Adrien      | Guingamp - Saint-Nicolas                      | 1924 |                                                                                          |
|       | Viaduc des Ponts-Neufs          | 237,50 m | Hillion - Morieux                        | Yffiniac - Matignon                           | 1913 | « IGPC », notice no IA22001622                                                           |
|       | Viaduc de Caroual ou de la Cavé | 109 m    | Erquy                                    | Yffiniac - Matignon                           | 1914 | Inscrit MH Notice no PA22000038 · Patrimoine XXe siècle « Notice », notice no EA22000001 |
|       | Passerelle de la Côtière        | 163 m    | Erquy                                    | Yffiniac - Matignon                           | 1913 | « IGPC », notice no IA22003996                                                           |
|       | Viaduc de Port-Nieux            | 207,70 m | Plévenon - Fréhel                        | Yffiniac - Matignon                           | 1922 | « IGPC », notice no IA22004446                                                           |
|       | Viaduc sur le Jaudy             | ~450 m   | Tréguier - Trédarzec                     | Tréguier - Paimpol                            | 1921 | Détruit en 1944.                                                                         |
|       | Pont sur le Frémur              | 300 m    | Lancieux (22) - Saint-Briac-sur-Mer (35) | Le-Guildo - Saint-Briac                       | 1928 | Démoli en 1979.                                                                          |

### Piétons
| Image | Nom                                         | Longueur | Lieu                 | Date | État                                     |
| ----- | ------------------------------------------- | -------- | -------------------- | ---- | ---------------------------------------- |
|       | Passerelle Harel de la Noë                  | ~135 m   | Gare de Saint-Brieuc | 1909 | Démolie en 2016.                         |
|       | Passerelle de la gare de Saint-Brieuc       | ~135 m   | Gare de Saint-Brieuc | 2018 |                                          |
|       | Viaduc de Douvenant                         | 130 m    | Langueux             | 1905 | Ancien pont ferroviaire. Rénové en 2022. |
|       | Passerelle du viaduc ferroviaire du Gouédic | 126 m    | Saint-Brieuc         | 1964 |                                          |

## Ponts de longueur comprise entre 50 m et 100 m
Les ouvrages de longueur totale comprise entre 50 et 100 m du département de Côtes-d’Armor sont classés ci-après par gestionnaires de voies.

### Routes
| Image | Nom                  | Longueur | Lieu                    | Routes | Date        | État |
| ----- | -------------------- | -------- | ----------------------- | ------ | ----------- | ---- |
|       | Pont de Saint-Jouan  | ~60 m    | Saint-Jouan-de-l'Isle   | N 12   | XXe siècle  |      |
|       | Pont sur l'Oust      | ~90 m    | Loudéac - Saint-Caradec | N 164  | XXIe siècle |      |
|       | Pont de Minez-Leihon | 96 m     | Le Moustoir             | N 164  | 2000        |      |

| Image | Nom            | Longueur | Lieu                  | Routes | Date        | Note                  |
| ----- | -------------- | -------- | --------------------- | ------ | ----------- | --------------------- |
|       | Pont noir      | ~75 m    | Tréguier - Plouguiel  |        | 1878        | Pont en bois. Démoli. |
|       | Pont noir      | 75 m     | Tréguier - Plouguiel  |        | 1891        | Effondré en 1891.     |
|       | Pont noir      | 75 m     | Tréguier - Plouguiel  |        | 1894        | Démoli en 1972.       |
|       | Pont noir      | ~95 m    | Tréguier - Plouguiel  | D 8    | 1972        |                       |
|       | Pont des Isles | 65 m     | Ploufragan - Trémuson | D 712  | XIXe siècle |                       |

### Chemin de fer
| Image | Nom                        | Longueur | Lieu     | Ligne                                                 | Date | État |
| ----- | -------------------------- | -------- | -------- | ----------------------------------------------------- | ---- | ---- |
|       | 1er viaduc de Sainte-Croix | ~55 m    | Guingamp | Paris-Montparnasse - Brest                            | 1860 |      |
|       | 2d viaduc de Sainte-Croix  | ~55 m    | Guingamp | Guingamp - Paimpol (ex-RB) Guingamp - Carhaix (ex-RB) | 1893 |      |
|       | 1er pont de Lancerf        | ~52 m    | Plourivo | Guingamp - Paimpol                                    |      |      |
|       | 2d pont de Lancerf         | ~55 m    | Plourivo | Guingamp - Paimpol                                    | 1893 |      |

| Image | Nom                 | Longueur | Lieu            | Ligne                       | Date | État       |
| ----- | ------------------- | -------- | --------------- | --------------------------- | ---- | ---------- |
|       | Viaduc de Bon-Repos | ~60 m    | Gouarec         | Carhaix (29) - Loudéac      | 1902 | Vélodyssée |
|       | Pont Quémer         | ~50 m    | Mûr-de-Bretagne | Carhaix (29) - Loudéac (22) | 1902 | Vélodyssée |

| Image | Nom                                 | Longueur | Lieu               | Ligne                        | Date | État                           |
| ----- | ----------------------------------- | -------- | ------------------ | ---------------------------- | ---- | ------------------------------ |
|       | Viaduc de Loquélo                   | 74 m     | Minihy-Tréguier    | Plouëc - Tréguier            | 1904 | Démoli en 1974.                |
|       | Viaduc du Vau-Hervé                 | 58,20 m  | Langueux           | Saint-Brieuc - Moncontour    | 1905 |                                |
|       | Viaduc de Tosse-Montagne            | 68,40 m  | Plérin             | Saint-Brieuc - Plouha        | 1904 |                                |
|       | Viaduc de la Horvaie                | 60,60 m  | Plérin             | Saint-Brieuc - Plouha        | 1904 |                                |
|       | Viaduc de Grognet                   | 94,40 m  | Plérin             | Saint-Brieuc - Plouha        | 1904 | Démoli en partie.              |
|       | Viaduc de Colvé                     | 86,60 m  | Plérin             | Saint-Brieuc - Plouha        | 1904 |                                |
|       | Viaduc de la Hasée ou du Chien noir | 94,40 m  | Binic              | Saint-Brieuc - Plouha        | 1904 |                                |
|       | Viaduc de Beaufeuillage             | 64,20 m  | Binic              | Saint-Brieuc - Plouha        | 1904 |                                |
|       | Viaduc des Pourrhis                 | 91,80 m  | Étables-sur-Mer    | Saint-Brieuc - Plouha        | 1904 |                                |
|       | Viaduc de Ponto                     | 91 m     | Étables-sur-Mer    | Saint-Brieuc - Plouha        | 1904 | Démoli en 1988.                |
|       | 2de passerelle de Plouguiel         | 50 m     | Plouguiel          | Tréguier - Perros-Guirec     | 1904 | Démolie.                       |
|       | 3e passerelle de Plouguiel          | 60 m     | Plouguiel          | Tréguier - Perros-Guirec     | 1904 | Démolie en partie.             |
|       | Viaduc de Kerdéozer                 | 93 m     | Plouguiel          | Tréguier - Perros-Guirec     | 1904 |                                |
|       | Passerelle de Saint-Efflam          | 63 m     | Plestin-les-Grèves | Lannion - Plestin-les-Grèves | 1914 |                                |
|       | 2de passerelle de Bréhec            | 81,10 m  | Plouézec           | Paimpol - Plouha             | 1918 | Démolie en 1968.               |
|       | 3e passerelle de Bréhec             | 95,30 m  | Plouézec           | Paimpol - Plouha             | 1918 | Démolie en partie.             |
|       | 4e passerelle de Bréhec             | 73,70 m  | Plouézec           | Paimpol - Plouha             | 1918 | Démolie                        |
|       | Viaduc du Préto                     | 92,25 m  | Pléneuf-Val-André  | Yffiniac - Matignon          | 1917 | Démoli en 1968.                |
|       | Pont sur le Lié                     | 53 m     | Plouguenast        | Plémy - Loudéac              | 1924 |                                |
|       | 1re passerelle du Gouray            | 77 m     | Le Gouray          | Collinée - Dinan             | 1924 |                                |
|       | 2de passerelle du Gouray            | 55 m     | Le Gouray          | Collinée - Dinan             | 1924 | Détruite en partie.            |
|       | Passerelle des Clairets             | ~85 m    | Jugon-les-Lacs     | Collinée - Dinan             | 1924 | « IGPC », notice no IA22000232 |

### Piéton
| Image | Nom                                  | Longueur | Lieu                             | Date                    | Note                                     |
| ----- | ------------------------------------ | -------- | -------------------------------- | ----------------------- | ---------------------------------------- |
|       | Passerelle Saint-François            | 71,2 m   | Tréguier - Plouguiel             | 1837                    |                                          |
|       | Pont gaulois dit de Sainte-Catherine | 60 m     | Treffrin (22) - Plounévézel (29) | IIIe siècle VIIe siècle | Classé MH Notice no PA00090261           |
|       | Passerelle sur le port de Binic      | 66 m     | Binic                            | 1993                    |                                          |
|       | Pont des Courses                     | 68 m     | Saint-Brieuc                     | 1905                    | Ancien pont ferroviaire. Rénové en 2022. |

## Ponts présentant un intérêt architectural ou historique
Les ponts de Côtes-d'Armor inscrits à l'inventaire général du patrimoine culturel, inscrits ou classés monument historique qui n'entrent pas dans les catégories ci-dessus sont recensés ci-après.
| Image | Nom                            | Lieu                | Date          | État                                                              |
| ----- | ------------------------------ | ------------------- | ------------- | ----------------------------------------------------------------- |
|       | Pont Malaben                   | Belle-Isle-en-Terre | XIXe siècle   | « IGPC », notice no IA00003007                                    |
|       | Vieux pont                     | Dinan - Lanvallay   | XVIIe siècle  | Classé MH Notice no PA00089138                                    |
|       | Pont dit ponceau de la Côtière | Erquy               | XXe siècle    | « IGPC », notice no IA22003995                                    |
|       | Pont Quélard                   | Erquy               | XIXe siècle   | « IGPC », notice no IA22004161                                    |
|       | Pont Laurent ou pont du Marais | Erquy               | XXe siècle    | Patrimoine XXe siècle Notice no EA22000002                        |
|       | Pont Derlande                  | Hillion             | XIXe siècle   | « IGPC », notice no IA22001677                                    |
|       | Pont Rolland                   | Hillion             | XIXe siècle   | « IGPC », notice no IA22001660                                    |
|       | Pont Saint-René (rue Morin)    | Hillion             | XIXe siècle   | « IGPC », notice no IA22001628                                    |
|       | Pont Harcouët                  | Hillion             | XIXe siècle   | « IGPC », notice no IA22001635                                    |
|       | Pont Samson                    | Hillion             | XVIIIe siècle | « IGPC », notice no IA22001675                                    |
|       | Pont de la Ville-Léo           | Loudéac             | XIXe siècle   | « IGPC », notice no IA22003585                                    |
|       | Pont de Pont-Croix             | Plouguernével       | XVIIIe siècle | « IGPC », notice no IA22004153                                    |
|       | Pont de Pontol                 | Ploulec'h           | XIXe siècle   | « IGPC », notice no IA22002441                                    |
|       | Pont SNCF des Courses          | Saint-Brieuc        | 1886          | Ancien pont ferroviaire qui superpose le Pont des Courses, ~48 m. |